# Avirės upė II
Avirės upė II este o arie protejată (sit de importanță comunitară — SCI) din Lituania întinsă pe o suprafață de 534,12 ha, integral pe uscat.

## Localizare
Centrul sitului Avirės upė II este situat la coordonatele 54°04′30″N 23°55′13″E / 54.075°N 23.9202°E.

## Înființare
Situl Avirės upė II a fost declarat sit de importanță comunitară în iulie 2022 pentru a proteja un număr necunoscut de specii din flora spontană și fauna sălbatică aflate în arealul zonei.

## Biodiversitate
Situată în ecoregiunea boreală, aria protejată conține 3 habitate naturale: Taiga vestică, Păduri caducifoliate de mlaștină fino-scandinave, Păduri aluvionare cu Alnus glutinosa și Fraxinus excelsior (Alno-Padion, Alnion incanae, Salicion albae).
La baza desemnării sitului se află un număr nedeclarat de specii protejate.